# Parque Los Dominicos
El Parque Los Dominicos se ubica al final de la Avenida Apoquindo y es un punto de conexión con los barrios del oriente de Las Condes y que también alcanza su gravitancia a sectores de la comuna de La Reina. Comprende centros culturales, comercio en general, la Iglesia Los Dominicos (patrimonio cultural y monumento nacional), el famoso centro artesanal Pueblito de Los Dominicos —el cual es uno de los centros turísticos más reconocidos de Santiago de Chile— y la estación Los Dominicos del Metro de Santiago. Este tiene pista de patinaje en artístico y línea.

## Nombre
El nombre deriva de la iglesia San Vicente Ferrer ubicada en la plaza, perteneciente a la orden de los dominicos, por lo que usualmente es llamada Iglesia Los Dominicos. Este mismo nombre se usa en una calle cercana y en la estación de Metro ya mencionada. En Chile es usual denominar a los dominicos con acento esdrújulo, a diferencia de la palabra llana utilizada en el resto del mundo hispano.

## Historia y desarrollo
El sector nace con la subdivisión del Fundo Apoquindo, donde también ya estaba la famosa iglesia del sector, donde permanecían establos y bodegas, dando el ambiente bucólico y tradicional que aún mantiene en el eje entre la iglesia y el pueblito de Los Dominicos.
A fines de la década de 1970, comienzan a llegar algunos artesanos al sector norte del parque, dando paso a lo que sería conocido como pueblito de Los Dominicos. Con el tiempo el sector comenzó a tener gravitancia intercomunal y turística, siendo también uno de los destinos más visitados por los extranjeros en Santiago. Su desarrollo también se relacionó con el auge de los barrios circundantes entre el eje Vitacura-Las Condes-La Reina a través de la Avenida Padre Hurtado. 
La construcción de la estación terminal de la línea 1 del Metro el 7 de enero de 2010 y de nuevos centros comerciales, junto al aumento de la densidad poblacional, prometen convertirla en un importante eje del sector oriente santiaguino. En julio de 2019 fue inaugurado el Museo de Cera de Las Condes en la remodelación de las antiguas bodegas de la iglesia.

## Galería

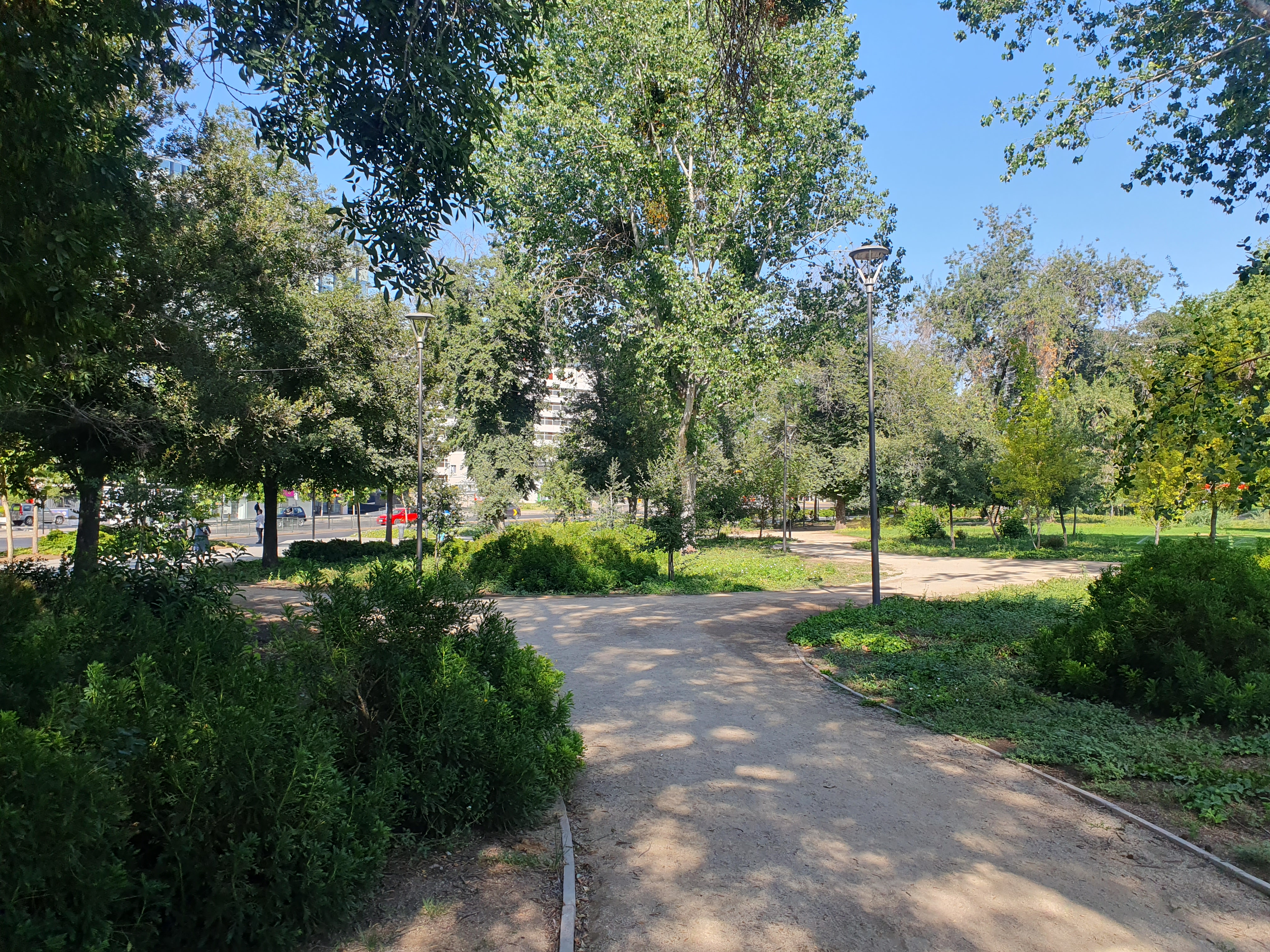
Sendero del parque
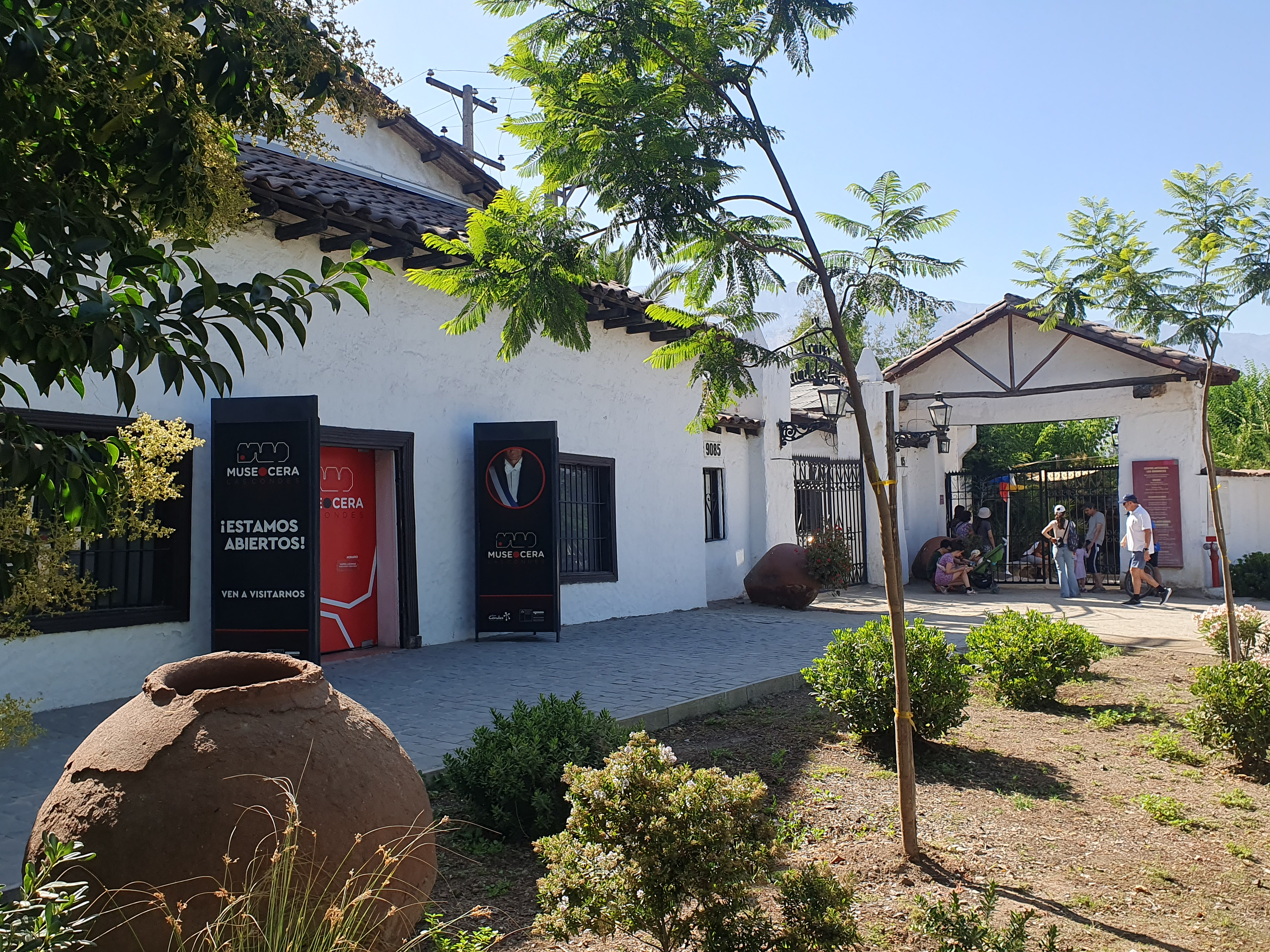
Acceso a Museo de Cera de Las Condes y Centro Artesanal Los Domínicos
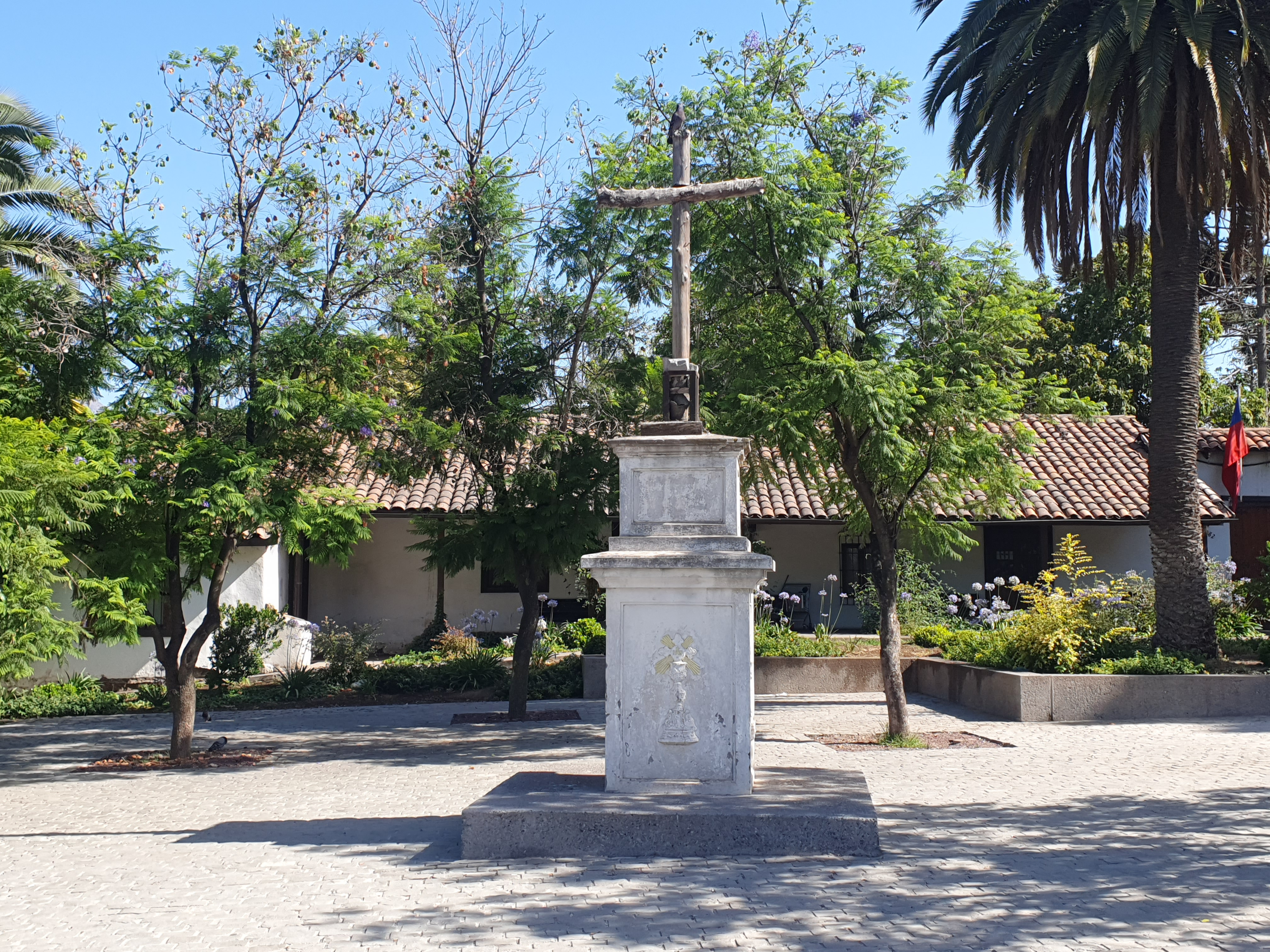
Monumento frente a la iglesia Los Dominicos
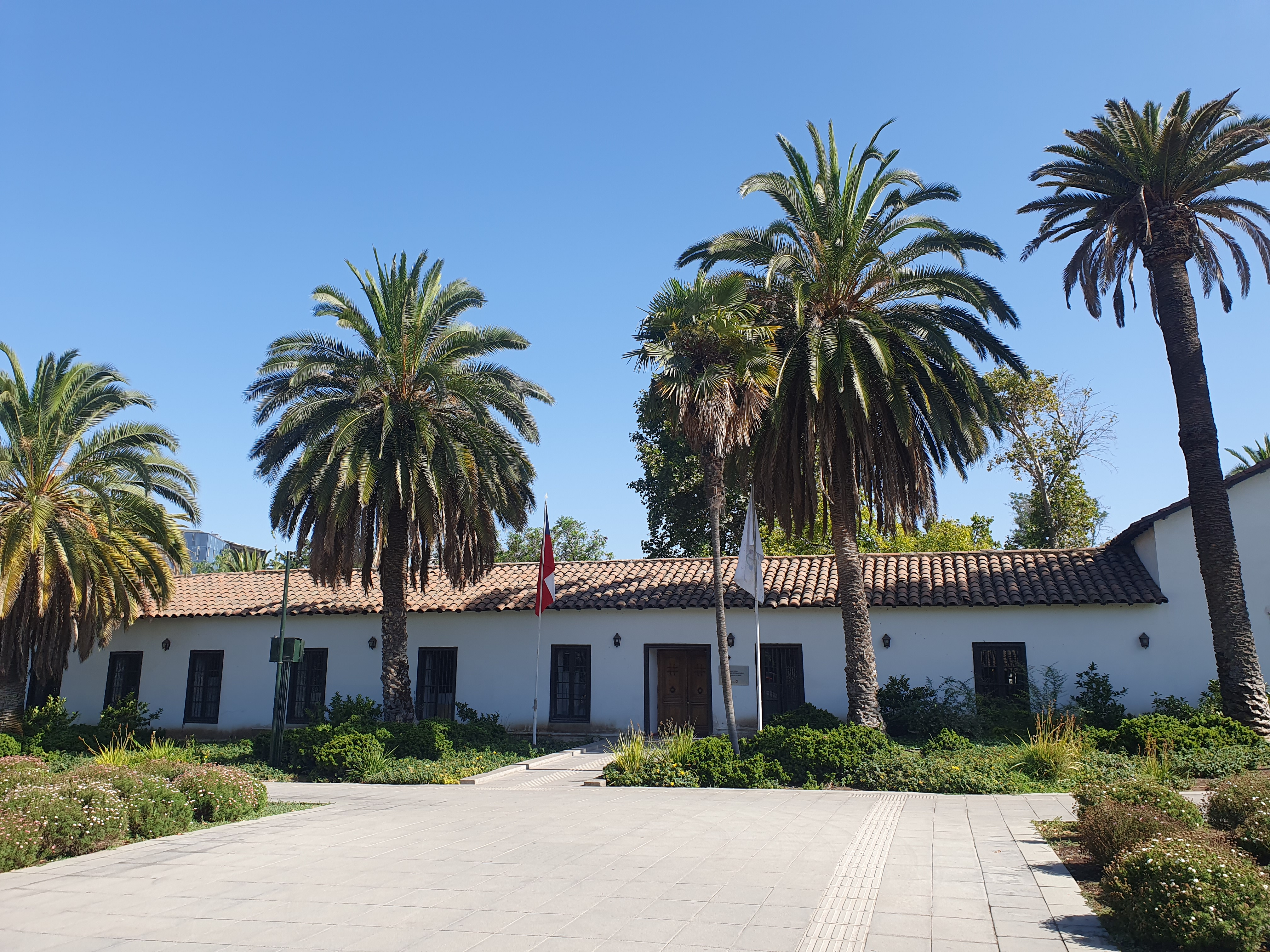
Dependencias municipales